# دهرونکن
دهرونکن (به آلمانی: Dhronecken) یک شهر در آلمان است که در برنکاستل-ویتلیش واقع شده‌است. دهرونکن ۱۲۵ نفر جمعیت دارد.